# Bartolomeo Genga
Bartolomeo Genga (Cesena, 1518 - Malta, 28 de març del 1558) va ser un arquitecte italià del Renaixement.

## Biografia
Nat a Cesena, on el pare Gerolamo es trobava al servei del duc d'Urbino Francesco Maria I della Rovere, en exili, va ser destinat a l'estudi de la gramàtica, però amb resultats ben modestos. A l'edat de 18 anys, son pare va constar la seua inclinació vers el dibuix, i el va tenir com a aprenent durant dos anys. Després el va enviar a Florència, sota la supervisió del pintor i arquitecte Giorgio Vasari i de l'escultor Bartolomeo Ammannati, dels quals va treure els coneixements bàsics en les disciplines artístiques.
Tres anys després va tornar amb el pare, el qual s'havia instal·lat a Pesaro al servei del duc retornat de l'exili, i on es trobava treballant en la construcció de l'església de Sant Joan Baptista. Aquest, adonant-se de la capacitat del seu fill en arquitectura li va ensenyar en uns mesos els principis de la perspectiva, i després el va enviar a Roma, a estudiar les importants obres que a l'època es trobaven en construcció. Hi va romandre prop de quatre anys.
Tornat a Urbino, es va posar al servei del duc Guidobaldo II della Rovere, qui en l'ínterim havia succeït Francesco Maria, de fet ajudant son pare en l'activitat de responsable de les obres de construcció del ducat i dels palaus de la cort, i se li va encarregar el moblament i la decoració per al matrimoni del duc amb Vittoria Farnese.
Va visitar la Llombardia i el Vèneto en companyia del duc, el qual hi havia anat en qualitat de general del senyoriu de Venècia per supervisar les fortificacions. Ací, Bartolomeo Genga es va encarregar d'estudiar i projectar les dites fortificacions, en particular les de la Porta de San Felice, a Verona.
Poc després de tornar a Urbino, va morir son pare i Bartolomeo va assumir el càrrec de responsable de les obres de tot el ducat i es va dedicar sobretot a la construcció de l'església de Sant Joan Baptista, segons el projecte patern. En l'ínterim es va ocupar de la construcció dels nous apartaments del duc al palau de Pesaro, que van ser tan apreciats que li valgueren una comanda anàloga per al palau ducal d'Urbino.
Amb el transcurs dels anys, els serveis de Bartolomeo Genga van anar sent reclamats per altres corts, però rarament el duc va consentir privar-se'n, encara que fos temporalment, de l'arquitecte, com per exemple quan el rei de Bohèmia, que al seu retorn d'Espanya va passar per Itàlia i veient les fortificacions de Verona va demanar inútilment al duc Guidobaldo II que el deixara anar a supervisar la construcció d'obres semblants a la seua terra. També els genovesos van demanar inútilment els serveis de l'arquitecte.
Mentrestant Bartolomeo Genga havia continuat i gairebé acabat l'església de Sant Joan Baptista de Pesaro, havia projectat i construït un model per a una porta en la mateixa ciutat que mai no seria realitzat i havia projectat l'església de Montelabbate i la de Sant Pere a Mondavio.
Després de l'ascensió al trom pontifici del papa Juli III, qui havia nomenat al duc d'Urbino Capità General de la Sant Església, Bartolomeo va traslladar-se a Roma en companyia del duc i hi va projectar algunes fortificacions per encàrrec del mateix papa.
Finalment, a petició del Gran Mestre de l'Orde de Malta, el duc d'Urbino va concedir després de dos mesos d'insistència, que Bartolomeo Genga es traslladara a Malta, on els cavallers de dita Orde no només tenien la intenció de construir imponents fortificacions per defensar-se dels trurcs, sinó també de construir dues noves ciutats per poder reunir-hi els habitants dels nombrosos petits llogarets dispersos per tota l'illa.
Així va partir cap a Malta el 20 de gener de 1558, però a causa d'una aturada forçosa a Sicília deguda a l'adversitat de les condicions marítimes, no hi arribà fins a l'11 de març.
Així doncs, va començar a ocupar-se de tot allò que li va encarregar el Gran Mestre: va projectar bona part de les fortificacions, una de les dues ciutats, algunes esglésies i un nou palau destinat a residència del mateix Gran Mestre. Gran part d'aquestes obres mai no van ser executades, en part perquè Genga va emmalaltir de pneumònia i va morir als 17 dies. Va ser enterrat a la mateixa illa de Malta.